# ظربان ذو القلنسوة
ظربان ذو القلنسوة أو ظربان ذو الذيل الطويل (الاسم العلمي Mephitis macroura) نوع من جنس ظربان نتن من فصيلة الظربانيات.